# Владимирский, Александр Поликарпович
Александр Поликарпович Владимирский (1821, Нижегородская губерния — 1906, Казань) — протоиерей, ректор Казанской духовной академии; профессор богословия, логики и психологии в Казанском университете.

## Биография
Родился в 1821 году в семье священника Нижегородской епархии. Окончил Нижегородскую семинарию и в 1846 году — Казанскую духовную академию (первый магистр первого академического выпуска). Был оставлен при академии для преподавания церковного права; с 1847 года преподавал и библейскую историю, а также немецкий и греческий языки; 2 ноября 1847 года был рукоположен священником казанской Грузинской церкви.
В 1850 году оставил службу в духовной академии и 3 сентября 1850 года был назначен в Императорский Казанский университет профессором богословия, логики и психологии; с 16 января 1851 года, после смерти А. И. Нечаева, одновременно — настоятель университетской церкви. С 13 декабря 1857 по 7 декабря 1861 г. — декан первого историко-филологического отделения философского факультета. Переизбрание 7 декабря 1861 г. не было утверждено. С 1 января 1865 г., после перевода кафедры богословия на историко-филологический факультет, утверждён деканом историко-филологического факультета. Оставил службу в университете 10 октября 1871 года.
С 13 августа 1867 года имел сан протоиерея. С 30 июля 1871 по 1895 год — ректор Казанской духовной академии и, одновременно, ординарный профессор по кафедре основного богословия (1871—1884) и ординарный профессор по кафедре введения в круг богословских наук (1884—1886). С 28 сентября 1871 года — почётный член Казанского университета.
С 1871 года — главный редактор журнала «Православный собеседник» и «Известий по Казанской епархии».
Скончался 29 апреля (12 мая) 1906 года; похоронен на Арском кладбище Казани.

## Избранные труды
- Был ли апостол Иоанн в Эфесе? // Православный Собеседник. — 1872. — Т. III.
- Древность человека // Православный Собеседник. — 1872. — Т. I.
- Защита Моисеева Пятикнижия // Православный Собеседник. — Т. I, II, III.
- Клинообразные надписи в отношении к библейской ветхозаветной истории // Православный Собеседник. — 1873. — Т. 3. — С. 10-33.
- Слово в день архистратига Михаила и прочих бесплотных сил // Изв. по Казанской епархии. — Казань, 1867. — № 23. — С. 618—623.
- Слово в Неделю православия // Изв. по Казанской епархии. — Казань, 1869. — № 7. — С. 215—224.

## Награды
- ордена Св. Анны 3-й (1866), 2-й (1866) и 1-й степени (1885)
- ордена Св. Владимира 4-й (1872), 3-й (1875) и 2-й степени (1892)
- орден Св. Александра Невского (1896).